# Unité urbaine de Châteaubourg
L'unité urbaine de Châteaubourg est une unité urbaine française centrée sur la ville de Châteaubourg, département d'Ille-et-Vilaine.

## Données globales
En 2020, selon l'Insee, l'unité urbaine de Châteaubourg est composée de deux communes, toutes situées dans l'arrondissement de Fougères-Vitré, subdivision administrative du département d'Ille-et-Vilaine.
L'unité urbaine de Châteaubourg appartient à l'Aire d'attraction de Rennes.

## Délimitation de l'unité urbaine de 2020
En 2020, l'Insee a procédé à une révision des délimitations des unités urbaines  de la France; celle de Châteaubourg est composée de deux communes.

### Communes
Liste des communes appartenant à l'unité urbaine de Châteaubourg selon la nouvelle délimitation de 2020 et sa population municipale en 2018 (liste établie par ordre alphabétique) :
| Nom          | Code Insee | Statut | Superficie (km2) | Population (dernière pop. légale) | Densité (hab./km2) |
| ------------ | ---------- | ------ | ---------------- | --------------------------------- | ------------------ |
| Châteaubourg | 35068      |        | 28,6             | 7 523 (2022)                      | 263                |
| Saint-Didier | 35264      |        | 14,14            | 2 030 (2022)                      | 144                |

## Évolution démographique
L'évolution démographique ci-dessous concerne l'unité urbaine selon le périmètre défini en 2020.
| 1968  | 1975  | 1982  | 1990  | 1999  | 2006  | 2011  | 2018  | 2020  | - |
| ----- | ----- | ----- | ----- | ----- | ----- | ----- | ----- | ----- | - |
| 2 532 | 3 616 | 4 385 | 5 111 | 6 152 | 7 125 | 8 034 | 9 283 | 9 541 | - |